# Alluaudia ascendens
Alluaudia ascendens és una espècie de plantes amb flors que pertany a la família de les didiereàcies.

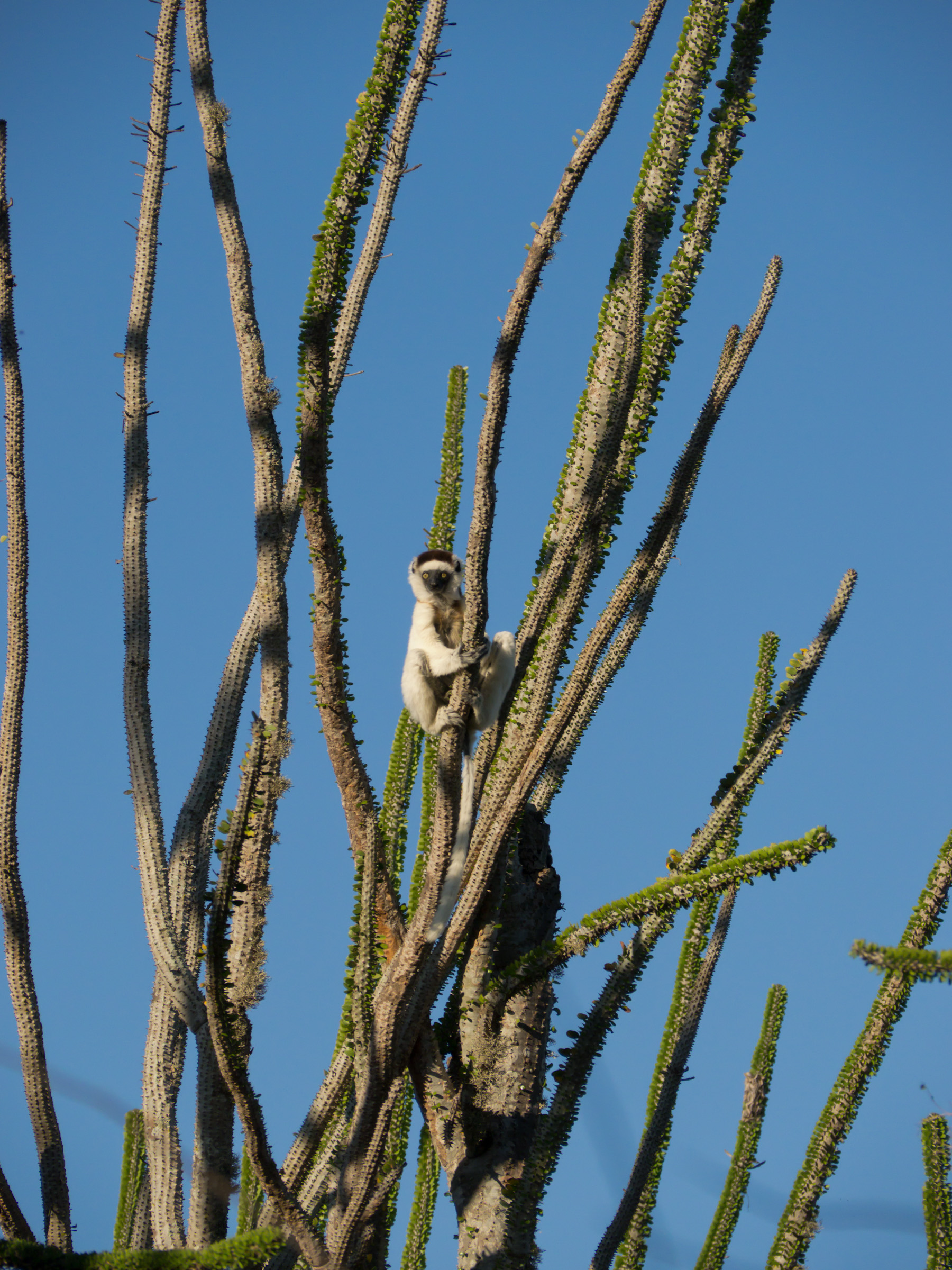
Alluaudia ascendens amb l'herbívor sifaca de Verreaux a Madagascar

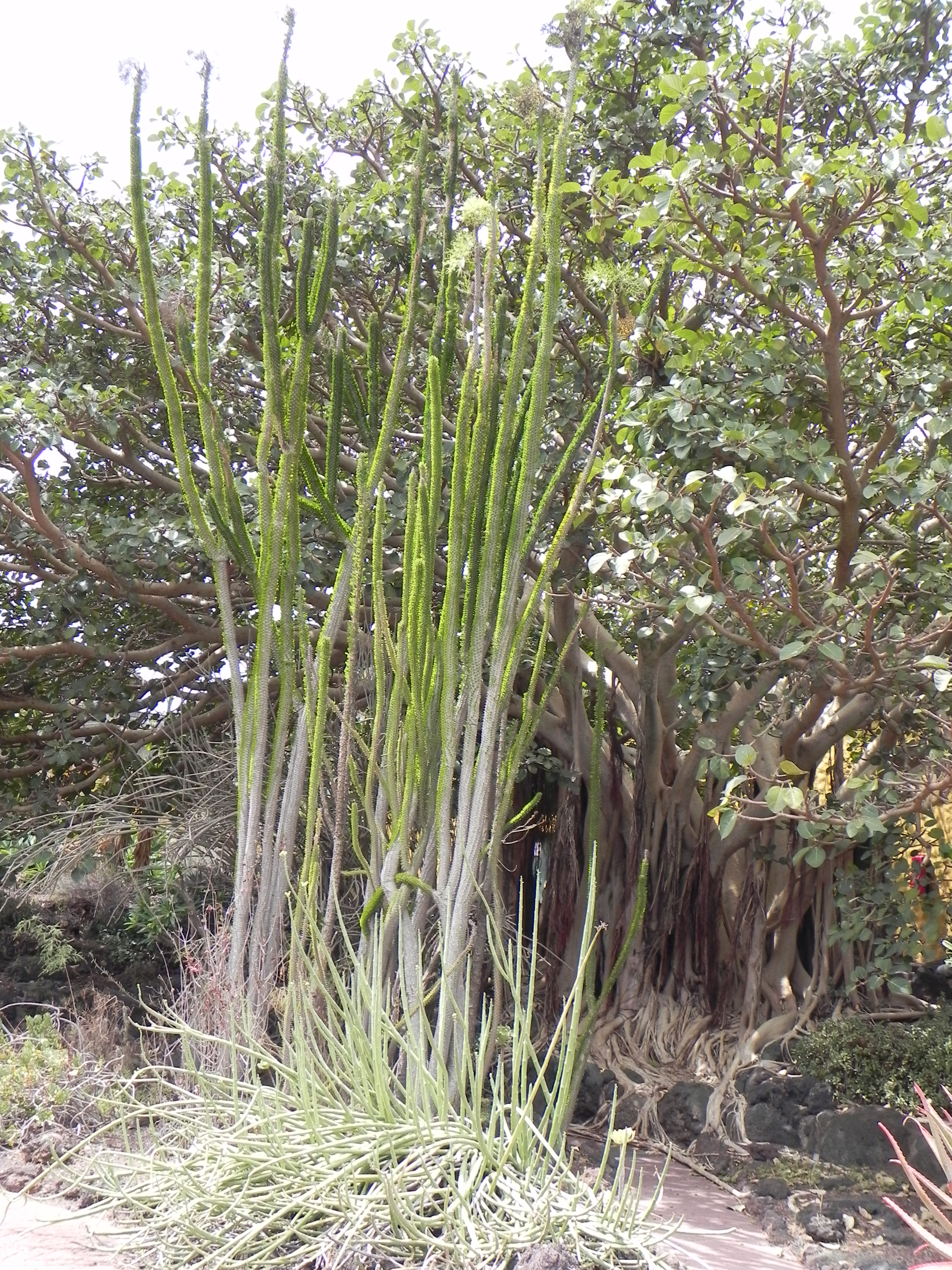
Alluaudia ascendens al Jardí Botànic Canari, 2018

## Descripció
Alluaudia ascendens creix com un arbre columnar, de 10 a 15 metres d'alçada, amb brots verticals que es ramifiquen al final. L'escorça és de color marró verdós apagat. Les espines quasi blanques són majoritàriament denses i d'entre 1 i 3 cm de llargada. Les fulles de tija curta, són obovades i en forma de cor, tenen vores i tenen de 10 a 20 mm de llargada i fins a 11 mm d'amplada.
Les flors són de color blanc a vermellós opac, apareixen en inflorescències ramificades i cimoses de fins a 12 centímetres de llargada.
El nombre de cromosomes és 2n = aproximadament 240 o aproximadament 256.

## Distribució
Alluaudia ascendens és comuna al sud de Madagascar a la zona entre Tsiombe i Taolanaro.

## Usos
La fusta d'Alluaudia ascendens s'empra localment en la construcció de cases. També s'utilitza com a combustible, sobretot en forma de carbó vegetal.

## Taxonomia
La primera descripció d'Alluaudia ascendens va tenir lloc com a "Didierea ascendens" el 1901 per Emmanuel Drake del Castillo i publicat a Comptes Rendus hebdomadaires des Séances de l'Academie des Sciences 133: 241. El 1903 el mateix autor va situar l'espècie en el gènere que havia establert recentment Alluaudia i publicat a Bulletin du Muséum d'Histoire Naturelle.
Etimologia
Alluaudia: gènere que va ser dedicat a l'explorador francès François Alluaud (1861-1949).
ascendens: epítet llatí que vol dir "ascendent".